# Ласточка (опера)
«Ласточка» (итал. La rondine) — опера в трёх актах Джакомо Пуччини. Итальянское либретто Джузеппе Адами основано на немецком либретто Альфреда Вильнера и Хайнца Рейхерта. 
Осенью 1913 года венский Карл-театр заказал Пуччини оперетту, но в итоге согласился принять комическую оперу в духе «Кавалера розы». Лёгкий, безмятежный, лишённый драматизма сюжет оказался чуждым Пуччини (которого прославили произведения с трагическими обертонами), и работа затянулась на годы. 
Из-за начала военных действий между Италией и Австрией премьеру пришлось перенести из Вены на нейтральную территорию. Первое исполнение состоялось в Опере Монте-Карло 27 марта 1917 года с Джильдой далла Рицца (в роли Магды) и Тито Скипой (в роли Руджеро).

## Содержание
Парижская куртизанка Магда (сопрано) влюбляется в приезжего провинциала Руджеро (тенор) и бежит с ним в Ниццу, бросив своего богатого любовника — банкира Рамбальдо (баритон). Влюблённые находят счастье на море, где проводят время в компании горничной Лизетты (сопрано) и поэта Прюнье (тенор). Однако, прочтя письмо от матери Руджеро, которая полагается на сына и доверяет ему в выборе невесты, Магда испытывает угрызения совести и решается рассказать Руджеро правду о своём прошлом. Невзирая на слёзные мольбы Руджеро, Магда уходит от него и возвращается к простившему её банкиру.
Ритмы вальса и романтическая лёгкость вызывают в памяти «Летучую мышь» Штрауса; также использованы мелодии из не реализованных Пуччини набросков оперетт. Сюжет перекликается не только с «Травиатой» Верди, но и с «Богемой» самого Пуччини. Многие критики сетовали, что такой пастиш лишён оригинальности, едва ли уместен в разгар мировой войны и вообще порядком запоздал.

## Редакции
Несмотря на успех премьерного представления, «Ласточка» оказалась наименее популярной из зрелых опер Пуччини; никто не хотел её ставить, особенно за пределами Италии. Даже его издатель Рикорди отказался принять произведение, увидев в нём неудачное подражание Легару. 
Композитор и сам не был удовлетворён: в 1920 году для театра Массимо он подготовил вторую редакцию оперы, а через год — третью. Оркестровка этой редакции погибла во время бомбёжки музыкального архива в 1943 году.  Впервые последнюю редакцию оперы поставил в 1994 году туринский театр Реджо, который заказал новую оркестровку у композитора Лоренцо Ферреро.
С конца XX века различные редакции «Ласточки» регулярно ставятся театрами в разных частях мира. Основные нарекания критиков с момента первой постановки вызывает последний акт. Для усиления его драматичности некоторые режиссёры заканчивают свои постановки самоубийством Магды (которое отсутствует в либретто и плохо вяжется с комическим жанром «Ласточки»). В России опера исполнялась всего несколько раз, причём в концертах.

## Известные фрагменты
Особой мелодичностью отличаются следующие арии, входящие в репертуар мировых звёзд:
- «Chi il bel sogno di Doretta» (Магда) — одна из самых знаменитых арий Пуччини, которую прославила в 1959 году Рената Тебальди;
- «Ore dolci e divine» (Магда);
- «Parigi, e la citta dei desideri» (Руджеро);
- «Dimmi che vuoi seguirmi alla mia casa» (Руджеро).